# Denemarken op de Olympische Winterspelen 1952
Tijdens de Olympische Winterspelen van 1952, die in Oslo (Noorwegen) werden gehouden, nam Denemarken voor de tweede keer deel.

## Deelnemers en resultaten

### Kunstrijden
| Olympiër         | Discipline | Resultaat | Prestatie                 |
| ---------------- | ---------- | --------- | ------------------------- |
| Per Cock-Clausen | mannen     | 14e       | pc. 112,0; 133,722 punten |

Argentinië · Australië · België · Bulgarije · Canada · Chili · Denemarken · Duitsland · Finland · Frankrijk · Griekenland · Groot-Brittannië · Hongarije · IJsland · Italië · Japan · Joegoslavië · Libanon · Nederland · Nieuw-Zeeland · Noorwegen · Oostenrijk · Polen · Portugal · Roemenië · Spanje · Tsjecho-Slowakije · Verenigde Staten · Zweden · Zwitserland